# الیزا هیتمن
الیزا هیتمن (به انگلیسی: Eliza Hittman) فیلم‌نامه‌نویس، کارگردان و تهیه‌کنندهٔ فیلم اهل آمریکا است.

## افتخارات

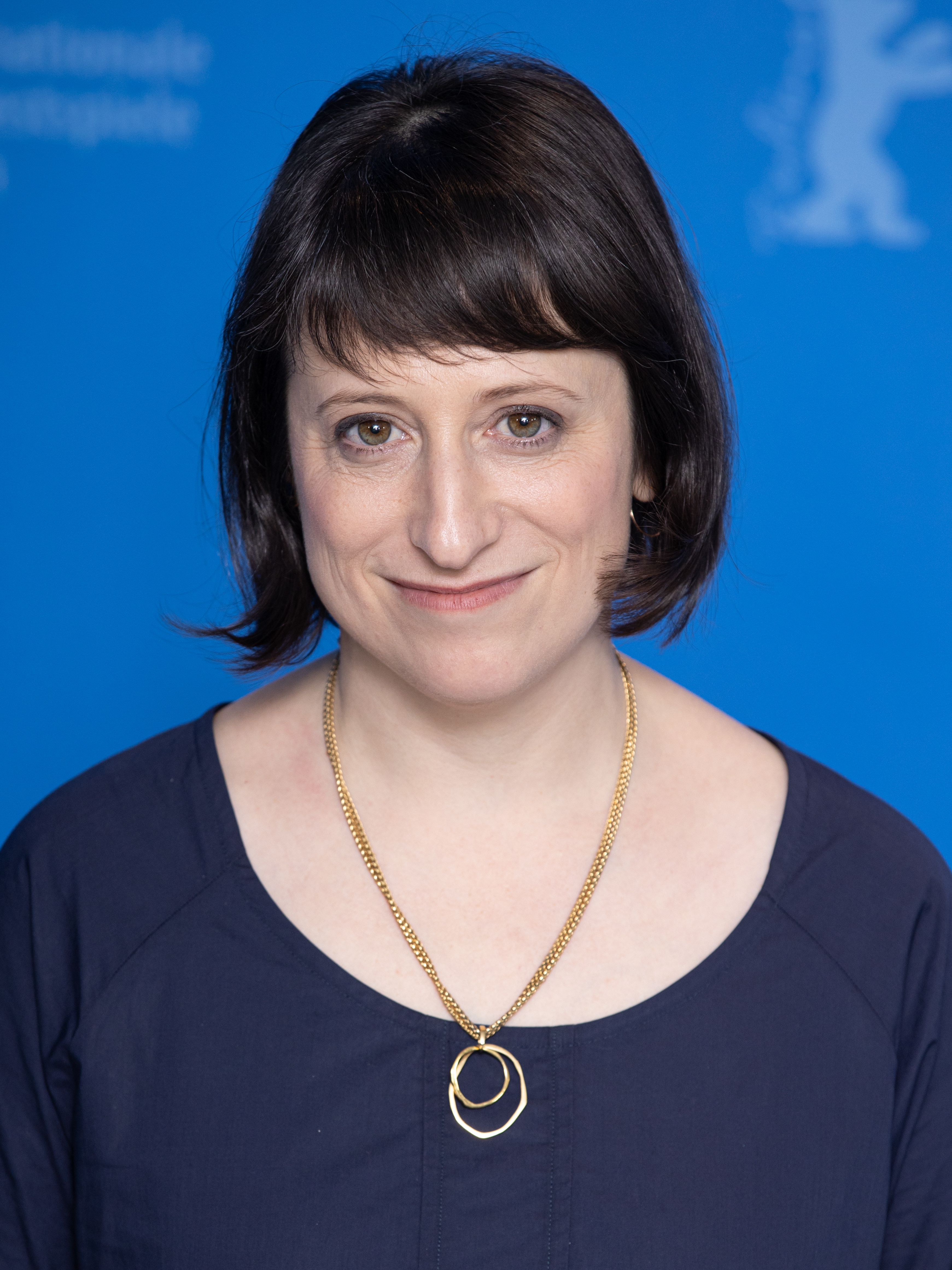
الیزا هیتمن کارگردان فیلم در جشنواره بین‌المللی فیلم برلین ۲۰۲۰

در سال ۲۰۱۷ هیتمن با فیلم موش‌های ساحل، جایزه کارگردانی جشنواره فیلم ساندنس را دریافت کرد. او همچنین با این فیلم جوایز بهترین فیلمنامه‌نویسی در جشنواره اوت‌فست، جایزه هیئت داوران در جشنواره فیلم مستقل بوستون و چند جایزه‌ٔ دیگر را به‌دست آورد. 
او همچنین جایزه‌ٔ خرس نقره‌ای برلین و جایزهٔ هیئت داوران جشنواره فیلم ساندنس را برای فیلم هرگز به‌ندرت گاهی همیشه به دست آورده است. هیتمن در سال ۲۰۱۸ کمک‌هزینه گوگنهایم را دریافت کرد. 